# Тойбин, Колм
Колм Тойби́н (ирл. Colm Tóibín Колм Тоби́нь; род. 30 мая 1955[…], Эннискорти, Уэксфорд, Ирландия) — ирландский писатель, журналист, литературный критик. Пишет на английском языке.

## Биография
Учился в колледже Святого Петра в Уэксфорде. Работал барменом в Траморе. Окончил Дублинский университетский колледж (1975). Жил в Барселоне, в 1978 году вернулся в Ирландию. Работал журналистом в журнале «Magill», в 1982—1985 годах был его главным редактором. Преподавал в университетах США, в настоящее время профессор Колумбийского университета и Манчестерского университета. Член Ирландской художественной ассоциации «Aosdána».
Признание
Литературная премия ПЕН-Клуба Ирландии (2011). Почётный доктор Ольстерского университета. Член Королевского литературного общества. Член Американской академии искусств и наук (2016).
Книги писателя переведены на многие языки, включая иврит и японский.

## Произведения

### Романы
- Юг / The South (1990)
- Пылающий вереск / The Heather Blazing (1992, Encore Award)
- История ночи / The Story of the Night (1996)
- The Blackwater Lightship (1999, короткий список Дублинской литературной премии, экранизирован в 2004)
- Мастер / The Master (2004, Дублинская литературная премия, короткий список Букеровской премии, роман года по версии газеты «Los Angeles Times», одна из десяти книг года по версии газеты «The New York Times», Премия за лучшую иностранную книгу, 2005)
- Бруклин / Brooklyn (2009, Премия Коста, экранизирован в 2015; рус. пер. 2017)
- Завет Марии / The Testament of Mary (2012, короткий список Букеровской премии; рус. пер. 2014)
- Дом имён / House of Names (2017)
- Волшебник / The Magician (2022)
- Лонг-Айленд  / Long Island (2024)

### Книги рассказов
- Матери и сыновья / Mothers and sons (2006)
- Образцовая семья / The Empty Family (2011)
- The Testament of Mary (2012)
- Nora Webster, Scribner (2014)

### Драмы
- Beauty in a Broken Place (2004)

### Нон-фикшн
- Seeing is Believing: Moving Statues in Ireland (1985)
- Martyrs and Metaphors (1987)
- Walking along the border (1987, 2-е изд. 1994)
- Дублинцы / Dubliners (1990)
- В честь Барселоны / Homage to Barcelona (1990)
- The Trial of the Generals: Selected Journalism 1980—1990 (1990)
- The Sign of the Cross: Travels in Catholic Europe (1994)
- The Modern Library: The 200 Best Novels in English Since 1950 (1999, в соавторстве)
- Зубная щетка леди Грегори/ Lady Gregory’s Toothbrush (2002)
- Любовь в тёмные времена: Жизнь геев от Уайльда до Альмодовара / Love in a Dark Time: Gay Lives from Wilde to Almodovar (2002)
- The Use of Reason (2006)
- Все, что нужно романисту: о Генри Джеймсе/ All a novelist needs: Colm Tóibín on Henry James (2010)
- A Guest at the Feast. A Memoir (2011)
- Новые способы покончить с матерью: писатели и их семьи / New Ways to Kill Your Mother: Writers and their Families (2012)

## Экранизации
- 2004 Пронзающий тьму / The Blackwater Lightship (США, Джон Эрман)
- 2015 Бруклин / Brooklyn (Ирландия, Великобритания; Джон Краули)
- ? Священник в семье / A Priest in the Family (Австралия; Анни Финстерер, Питер Хамбл)